# Кладбищенская поэзия

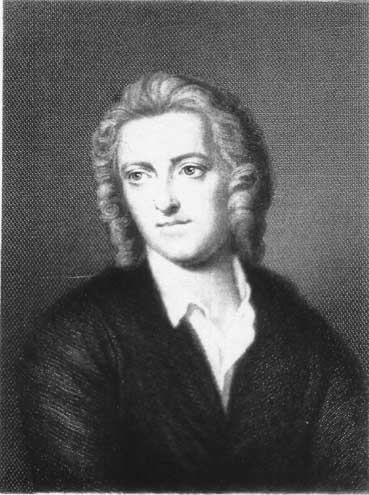
Томас Грей — один из самых известных «кладбищенских поэтов»

Кладбищенская поэзия — условное обозначение поэтического направления в сентиментализме, возникшего в Англии с середины XVIII века (эпоха перед промышленным переворотом), распространившегося во второй половине века и в Германии, а к концу его — в России и типичного как элемент стиля дворянского романтизма, или, точнее, предромантизма.
Кладбищенская поэзия является наиболее резким тематическим выражением общего настроения меланхолии и отречения, характеризующего в эту эпоху английскую поэзию природы. Развитие темы экзотизма сельской жизни и ландшафта (Бэтлер — Грей — Томсон — Шенстон) в силу распада социальной базы дворянства как класса приводит к меланхолическим пейзажам, к поэтическим мотивам ночи или вечера, тумана, зловещего пейзажа и т. п. Нейтральный ландшафт сменяется таинственным и страшным: лес — пожарищем, руинами, наконец кладбищем. В то же время заимствованный у буржуазии рационалистический протестантизм становится мистическим. Возникает английский предромантизм: мистическое возрождение готики, меланхолическое, примиренное любование природой, оссианизм, сентиментализм и, как высшая его точка, кладбищенская поэзия, мысли которой о тщете мира, грусть, зловещий поэтический пейзаж, кладбище (или символ его — руины) как непременное место наблюдения, примиренно-безнадежный тон авторского монолога.
Типичными предшественниками направления можно считать Роберта Блэйра (1699—1746) и Э. Юнга («Жалоба, или ночные думы о жизни, смерти и бессмертии»).
Одно из самых известных произведений кладбищенской поэзии — «Элегия на сельском кладбище» (Elegy Written in a Country Churchyard) Томаса Грея, дважды переведенная Жуковским.
Самые известные кладбищенские поэты — Томас Парнелл, Томас Уортон, Томас Перси, Томас Грей, Джеймс Макферсон, Уильям Коллинз, Марк Эйкенсайд, Джозеф Уортон, Генри-Кирк Уайт.